# Batibat
Batibat (arab. بطيباط) – wieś w Syrii, w muhafazie Idlib. W 2004 roku liczyła 247 mieszkańców.